# El hombre inocente
El hombre inocente o El Proyecto Williamson (título original en inglés: The Innocent Man: Murder and Injustice in a Small Town) es el primer libro de no ficción escrito por John Grisham. Fue publicado por la editorial Doubleday Publishing el 10 de octubre de 2006, y traducido al español por la editorial Ediciones B en diciembre de 2006. La historia está basada en el caso de Ronald “Ron” Keith Williamson, exjugador de béisbol, que fue sentenciado incorrectamente por la violación y asesinato de Debra Sue Carter. Fue liberado en 1999 después de once años en prisión, luego de que su pena fuera anulada gracias a una nueva evidencia en el caso.

## Sinopsis
El beisbolista Ronald “Ron” Keith Williamson ha vuelto a su natal Ada, Oklahoma, después de una serie de intentos fallidos por ingresar en las ligas menores del béisbol. A pesar de los esfuerzos de su familia, sus padres Roy Williamson y Juanita Caldwell, y sus hermanas Annette y Renée, Ron no consigue progresar y cae en una grave depresión que le conduce al alcoholismo.
Paralelamente a estos hechos, una joven de 21 años, camarera del club nocturno Coachlight, Debra Sue Carter, fue encontrada asesinada, con signos de violación en su apartamento. La policía de Ada, tras cinco años de investigación, realiza una acusación formal en contra de Ron y su amigo de juergas, Dennis Fritz. Aunque ambos son sentenciados, Ron es condenado a pena capital por el asesinato y la violación de Carter, mientras que Fritz fue condenado a cadena perpetua.
Poco más de una década después, cuando Ron aún esperaba su ejecución en el “corredor de la muerte”, sus abogados lograron aportar una nueva evidencia al caso. Finalmente, Ron fue exonerado y puesto en libertad.

## Adaptación
El 14 de diciembre del 2018 se estrenó en Netflix una miniserie de seis episodios basada en el libro y en los hechos reales.  Esta miniserie será dirigida por Ross M. Dinerstein y J. Clay Tweel. 